# Neobuxbaumia
Neobuxbaumia Backeb. – rodzaj sukulentów z rodziny kaktusowatych (Cactaceae). Gatunki z tego rodzaju występują w Meksyku: Colima, Guanajuato, Guerrero, Hidalgo, Jalisco, Michoacán, Morelos, Oaxaca, Puebla, Querétaro, San Luis Potosí, Tamaulipas, Veracruz. Przybierają pokrój kolumnowy, niektóre gatunki drzewiasty.

## Systematyka
Synonimy
Pseudomitrocereus Bravo & Buxb., Rooksbya Backeb.
Pozycja systematyczna według APweb (aktualizowany system APG III z 2009)
Należy do rodziny kaktusowatych (Cactaceae) Juss., która jest jednym z kladów w obrębie rzędu goździkowców (Caryophyllales) i klasy roślin okrytonasiennych. W obrębie kaktusowatych należy do plemienia Pachycereeae, podrodziny Cactoideae.
Pozycja w systemie Reveala (19093-1999)
Gromada okrytonasienne (Magnoliophyta Cronquist), podgromada Magnoliophytina Frohne & U. Jensen ex Reveal, klasa Rosopsida Batsch, podklasa goździkowe (Caryophyllidae Takht.), nadrząd Caryophyllanae Takht., rząd goździkowce (Caryophyllales Perleb), podrząd Cactineae Bessey in C.K. Adams, rodzina kaktusowate (Cactaceae Juss.), rodzaj Neobuxbaumia Backeb.
Gatunki
- Neobuxbaumia euphorbioides Buxb.

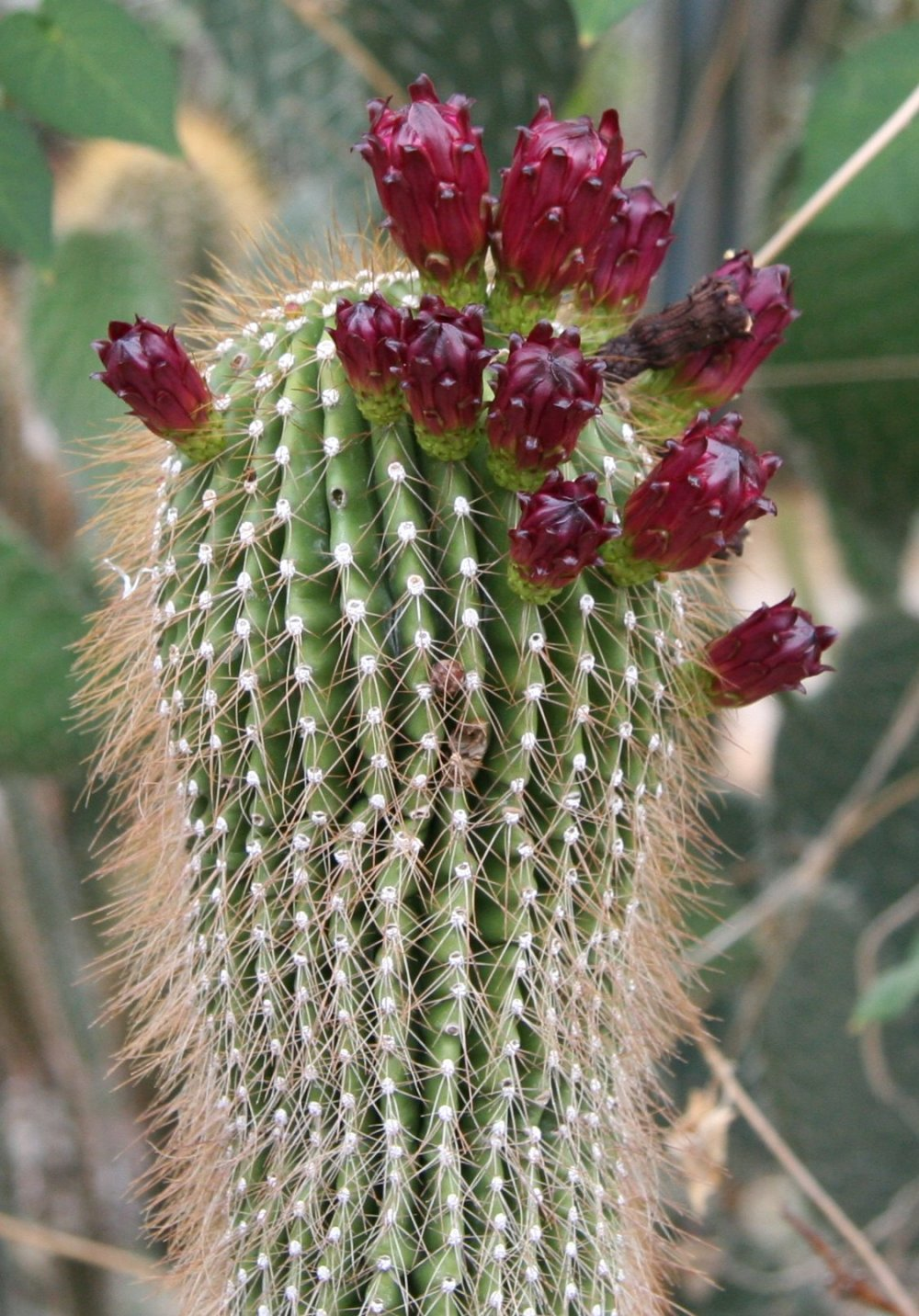
Kwitnąca Neobuxbaumia polylopha

- Neobuxbaumia laui (P.V. Heath) D.R. Hunt
- Neobuxbaumia macrocephala (F.A.C. Weber ex K. Schum.) E.Y. Dawson
- Neobuxbaumia mezcalaensis Bravo
- Neobuxbaumia multiareolata(E.Y. Dawson) Bravo, Scheinvar & Sánchez-Mej.
- Neobuxbaumia polylopha (DC.) Backeb.
- Neobuxbaumia scoparia (DC.) Backeb.
- Neobuxbaumia squamulosa Scheinvar & Sánchez-Mej.
- Neobuxbaumia tetetzo (F.A.C.Weber ex K.Schum.) Backeb.